# Zone (együttes)
A Zone kizárólag nőkből álló pop-rock együttes volt, amely 1999-ben Szapporóban alakult tánccsoportként. A Zone-t egy új zenei műfajba, a „bandol”-ba (szóösszerántás a band (együttes) és az idol szavakból) sorolták. Az együttesnek 1999-ben a Studio RunTime független lemezkiadó-cégnél jelent meg első kislemeze, 2001-ben szerződtek a Sony Recordshoz, ahol 2001. február 7-én jelent meg első kislemezük Good Days címmel.
A leghíresebb daluk a 2001. augusztus 8-án megjelent Secret Base (kimi ga kureta mono) lett, amelyből 744 000 példány kelt el az Oricon slágerlistája szerint.

## Az együttes története
A Zone eredetileg nyolctagú tánccsoportként alakult 1997-ben, később hatan, majd végül 1999-re, az első kislemezük megjelenésére négyen – Nagasze Miju, Szaito Mizuho, Szakae Maiko és Ookosi Takajo – maradtak.
Ominami Tadajuki, a Sony Records egyik képviselője felfigyelt a csapat bemutatkozó koncertjén a jelenlévők lelkesedésére. Eredetileg a Zone az éneklésre és a táncolásra összpontosított. Ominami megnézte az együttes KomeKome Klubban adott koncertjének felvételeit és úgy érezte, hogy a tánccsoportok sokrétűségének köszönhetően a Zone áttörést jelentene, mivel ők hangszeren is tudnak játszani az éneklésen és a táncon felül.
2003 végén Ookosi Takajo Ookoshi bejelentette a távozását az együttesből, hogy folytathassa tanulmányait. Helyét Nisimura Tomoka vette át, aki egy volt a két eredeti tag közül, akiktől akkor váltak meg, amikor hatról négyre csökkent a zenekar tagjainak száma.
1999 és 2005 között a Zone tizenhat kislemezt, három stúdióalbumot és három DVD-t jelentett meg, számos reklámban szerepeltek és saját televíziós műsoruk is volt, miközben középiskolába is jártak.
A Zone 2005. április 1-jén oszlott fel hivatalosan, miután megtartották utolsó koncertjüket a Nippon Budókan arénában. Április 13-án E: Complete A Side Singles névén megjelent egy válogatásalbumuk, amely az első helyen mutatkozott be az slágerlistákon 98 000 eladott példányával, ezzel az első első helyezett album lett az Oriconon.

## Az együttes tagjai
- Ookosi Takajo (大越貴代; Hepburn: Takayo Ookoshi?) —ének és gitár (1999–2003)
- Nagasze Miju (長瀬実夕; Hepburn: Miyu Nagase?)—ének és gitár (1999–2005)
- Szaito Mizuho (斎藤瑞穂; Hepburn: Mizuho Saito?)—ének, dobok (1999–2005)
- Szakae Maiko (栄舞子; Hepburn: Maiko Sakae?)—ének és basszusgitár (1999–2005)
- Nisimura Tomoka (西村朝香; Hepburn: Tomoka Nishimura?)—ének és gitár (2004–2005)

## Megjelenésük a médiában
A Zone készítette el a 2003-as Astro Boy sorozat zenéjét (a True Blue nyitódalként, míg a Tecuvan Atom (Ballad Version) második záródalként szerepelt). A Jégkorszak animációs film japán kiadásának a Hitosizuku volt a főcímdala.
A Siroi hana a Final Fantasy Tactics Advance videójáték főcímdala volt a japán kiadásban.
A Secret Base (kimi ga kureta mono) feldolgozása a Friends nevű együttes (Kajano Ai, Tomacu Haruka és Hajami Szaori szinkronszínésznők) által a Kjó no go no ni és az Ano hi mita hana no namae vo bokutacsi va mada siranai című animék záródalaként volt hallható.

## Diszkográfia

### Kislemezek
1. Believe in Love (1999. december 18.) (indie)
2. Good Days (2001. február 7.)
3. Dai bakuhacu No.1 (大爆発 No.1?) (2001. május 23.)
4. Secret Base (kimi ga kureta mono) (secret base ～君がくれたもの～?) (2001. augusztus 8.)
5. Szekai no hon no kataszumi kara (世界のほんの片隅から?) (2001. november 14.)
6. Jume no kakera... (夢ノカケラ...?) (2002. február 14.)
7. Hitosizuku (一雫?) (2002. július 17.)
8. Akasi (証?) (2002. szeptember 26.)
9. Siroi hana (白い花?) (2002. november 27.)
10. True Blue/Renren… (True Blue/恋々...?) (2003. április 16.)
11. Hanabi (kimi ga ita nacu) (H・A・N・A・B・I ～君がいた夏～?) (2003. július 30.)
12. Boku no tegami (僕の手紙?) (2003. október 29.)
13. Szocugjó (卒業?) (2004. február 4.)
14. Taijó no Kiss (太陽のKiss?) (2004. június 2.)
15. Glory Colors (kaze no tobira) (Glory Colors ～風のトビラ～?) (2004. augusztus 4.)
16. Egao bijori (笑顔日和?) (2005. március 9.)
17. Treasure of the Heart (kimi to boku no kiszeki) (treasure of the heart 〜キミとボクの奇跡〜?) (2012. június 6.)

### Nagylemezek
1. Z (2002. február 14.)
2. O (2002. november 27.)
3. N  (2004. február 18.)
4. E: Complete A Side Singles (2 lemez) (2005. április 13.)
5. Ura E: Complete B Side Melodies (2006. április 19.)

### Tribute albumok
1. Zone Tribute: Kimi ga kureta mono (2011. augusztus 10.)

### Egyéb szereplések
1. Music for Atom Age (2003. március 19.)
2. Astro Girlz & Boyz (2003. július 16.)
3. Love for Nana: Only 1 Tribute (2005. március 16.)

### Videók
1. Zone Clips 01: Sunny Side (2003. október 29.)
2. Zone Clips 02: Forever Side (2004. március 17.)
3. Zone TV special „Jume hadzsimatta bakari” DVD Edition (Zone TV special "ユメハジマッタバカリ" DVD edition?) (2004. szeptember 29.)
4. Zone Clips 03: 2005 Szocugjó (Zone Clips 03 ~2005 卒業~?) (2005. május 18.)
5. Zone Final in Nippon Budókan 2005/04/01: Kokoro vo komete arigató (Zone Final in 日本武道館 2005/04/01 ～心を込めてありがとう～?) (2005. június 22.)
6. Zone Best Memorial Clips (2006. május 24.)
7. 10 Nen Go no 8 Gacu... Zone Fukkacusima Show!!: Doszokai dajo! Zenin sugo! (2011. december 21.)